# Área metropolitana de Almería
El Área metropolitana de Almería es una región de alta densidad de población situada en el sureste de España, en Andalucía. Está definida oficialmente, aunque con distinta nomenclatura, en el Plan de Ordenación del Territorio de Andalucía, así como en el POTAUA, aprobado y que entró en vigor en primavera de 2010, según el cual, la aglomeración está formada por los términos municipales de las poblaciones de Almería, Benahadux, Gádor, Huércal de Almería, Níjar, Rioja, Pechina, Santa Fe de Mondújar y Viator, que suman una población de 269.336 habitantes de acuerdo con el censo del INE de 2022. 

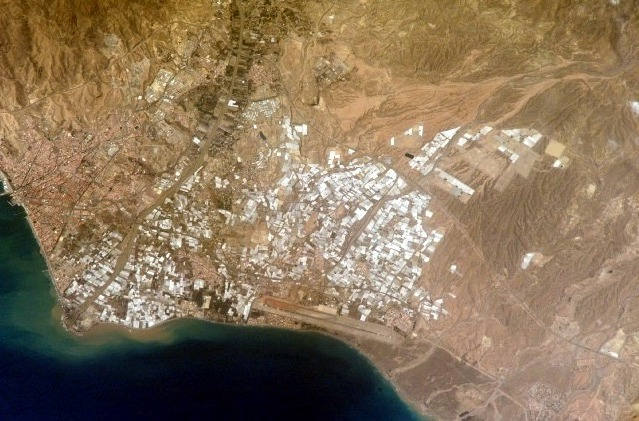
Fotografía aérea donde se aprecian la ciudad de Almería, Viator y Huércal de Almería

| Municipio            | Población en 2020 |
| -------------------- | ----------------- |
| Almería              | 199.237           |
| Huércal de Almería   | 18.384            |
| Viator               | 6.066             |
| Benahadux            | 4.605             |
| Pechina              | 4.224             |
| Gádor                | 3.018             |
| Rioja                | 1.510             |
| Níjar                | 31.816            |
| Santa Fe de Mondújar | 476               |
| Total                | 269.336           |
| Superficie           | 1157,88 km²       |
| Densidad             | 232,61 h/km²      |